# Rzeczne potwory
Rzeczne potwory (ang. River monsters) – program przyrodniczy emitowany w Polsce na kanale Discovery Channel. Prowadzącym jest naukowiec, biolog Jeremy Wade. 

## Lista odcinków

### Sezon 1
- Odc. 1 Pirania (5 kwietnia 2009)
- Odc. 2 Sum-morderca (12 kwietnia 2009)
- Odc. 3 Niszczuka krokodyla (19 kwietnia 2009)
- Odc. 4 Sum europejski (26 kwietnia 2009)
- Odc. 5 Zabójca z Amazonki  (3 maja 2009)
- Odc. 6 Drapieżniki z Amazonii (10 maja 2009)
- Odc. 7 Żarłacz tępogłowy (17 maja 2009)

### Sezon 2
- Odc. 8 Fish Demon (28 marca 2010)
- Odc. 9 Death Ray (25 kwietnia 2010)
- Odc. 10 Killer Snakehead (2 maja 2010)
- Odc. 11 Congo Killer (9 maja 2010)
- Odc. 12 Jesiotr biały (16 maja 2010)
- Odc. 13 Rift Valley Killer (23 maja 2010)
- Odc. 14 Hidden Predator (30 maja 2010)

### Sezon 3
- Odc. 15 The Mutilator (10 kwietnia 2011)
- Odc. 16 Flesh Ripper (17 kwietnia 2011)
- Odc. 17 Silent Assassin (24 kwietnia 2011)
- Odc. 18 Chainsaw Predator (1 maja 2011)
- Odc. 19 Electric Executioner (15 maja 2011)
- Odc. 20 Cold Blooded Horror (22 maja 2011)
- Odc. 21 Jungle Killer (30 maja 2011)

### Sezon 4
- Odc. 22 American Killers (1 kwietnia 2012)
- Odc. 23 Pack of Teeth (8 kwietnia 2012)
- Odc. 24 Invisible Executioner (15 kwietnia 2012)
- Odc. 25 Asian Slayer (22 kwietnia 2012)
- Odc. 26 Russian Killer (6 maja 2012)
- Odc. 27 Mongolian Mauler (13 maja 2012)
- Odc. 28 Phantom Assassin (20 maja 2012)

### Sezon 5
- Odc. 29 Face Ripper (7 kwietnia 2013)
- Odc. 30 Atomic Assassin (14 kwietnia 2013)
- Odc. 31 Killer Torpedo (21 kwietnia 2013)
- Odc. 32 Colombian Slasher (5 maja 2013)
- Odc. 33 Vampires of the Deep (12 maja 2013)
- Odc. 34 Legend of Loch Ness (27 maja 2013)

### Sezon 6
- Odc. 35 Amazon Apocalypse (6 kwietnia 2014)
- Odc. 36 Jungle Terminator (13 kwietnia 2014)
- Odc. 37 River of Blood (20 kwietnia 2014)
- Odc. 38 Man-Eating Monster (4 maja 2014)
- Odc. 39 Bone Crusher (18 maja 2014)
- Odc. 40 Body Snatcher (26 maja 2014)

### Sezon 7
- Odc. 41 Canadian Horror (5 kwietnia 2015)
- Odc. 42 Mekong Mutilator (12 kwietnia 2015)
- Odc. 43 Prehistoric Terror (19 kwietnia 2015)
- Odc. 44 Alaska's Cold Water Killer (26 kwietnia 2015)
- Odc. 45 South Pacific Terrors (10 maja 2015)
- Odc. 46 Africa's Deadliest (17 maja 2015)

### Sezon 8
- Odc. 47 Deep Sea Demon (7 kwietnia 2016)
- Odc. 48 Death Down Under (14 kwietnia 2016)
- Odc. 49 Razorhead (21 kwietnia 2016)
- Odc. 50 Terror in Paradise (5 maja 2016)
- Odc. 51 Devil of the Deep (26 maja 2016)

### Sezon 9
- Odc. 52 Killers From The Abyss (23 kwietnia 2017)
- Odc. 53 Ice Cold Killer (30 kwietnia 2017)
- Odc. 54 Coral Reef Killer (7 maja 2017)
- Odc. 55 Return of the Killer Catfish (14 maja 2017)
- Odc. 56 Volcanic Island Terror (21 maja 2017)
- Odc. 57 Malaysian Lake Monster (28 maja 2017)